# Grupa majora Aleksandra Narbutta-Łuczyńskiego
Grupa majora Aleksandra Narbutta-Łuczyńskiego – improwizowany oddział Wojska Polskiego z okresu wojny polsko-bolszewickiej.

## Struktura organizacyjna
Skład 23 lutego 1919:
- dowództwo grupy
- pięć kompanii 34 pułku piechoty
- 4/2 pułku ułanów rtm. Żelisławskiego
- 5/5 pułku ułanów por. Sokołowskiego
- 4/6 pułku artylerii polowej